# 短叶锦鸡儿
短叶锦鸡儿（学名：Caragana brevifolia）为豆科锦鸡儿属下的一个种。

## 扩展阅读
- 維基物種上的相關：短叶锦鸡儿